# Amastus bombycina
Amastus bombycina är en fjärilsart som beskrevs av Rothschild 1909. Amastus bombycina ingår i släktet Amastus och familjen björnspinnare. Inga underarter finns listade i Catalogue of Life.